# Хомутников
Хомутников — посёлок в Ики-Бурульском районе Калмыкии, административный центр Хомутниковского сельского муниципального образования.
Население — 549 (2021)

## История
Основан как центральная усадьба совхоза «Улан Малч». Совхоз создан в период коллективизации в ноябре 1929 года. Совхоз относился к Приютинскому району Калмыцкой АССР.
28 декабря 1943 года калмыцкое население было депортировано, посёлок, как и другие населённые пункты Приютинского района был передан в состав Ставропольского края, совхоз «Улан Малч» был переименован в совхоз № 108 «Красный скотовод». В мае 1944 года Приютинский район был ликвидирован, совхоз № 108 был включён в состав Арзгирского района.
Калмыцкое население стало возвращаться после отмены ограничений по передвижению в 1956 году. Посёлок возвращён вновь образованной Калмыцкой автономной области в 1957 году. Посёлок был включён в состав Яшкульского, а с 1963 года Черноземельского района республики. В 1961 году указом Президиума Верховного Совета РСФСР поселок центральной усадьбы совхоза № 108 переименован в Хомутников. Новое название было присвоено в честь Героя Гражданской войны Василия Хомутникова. В 1965 году передан в состав Ики-Бурульского района.
5 августа 1997 года на основании постановления Народного Хурала (Парламента) РК № 407-1 образовано Хомутниковское муниципальное образование.

## Физико-географическая характеристика
Посёлок расположен в юго-восточной части Ики-Бурульского района в пределах Ергенинской возвышенности, относящейся к Восточно-Европейской равнине, при небольшой балке, относящейся к бассейну реки Шаред, на высоте 72 метров над уровнем моря. Почвенный покров комплексный: распространены светлокаштановые солонцеватые и солончаковые почвы и солонцы (автоморфные).
По автомобильной дороге расстояние до столицы Калмыкии города Элиста составляет 100 км, до районного центра посёлка Ики-Бурул — 32 км.
Климат
Климат континентальный, засушливый, с жарким летом и относительно холодной и малоснежной зимой (согласно классификации климатов Кёппена — семиаридный (индекс BSk)). Среднегодовая температура воздуха положительная и составляет + 10,0 °C, средняя температура самого жаркого месяца июля + 24,8 °С, самого холодного месяца января — 4,8 °С. Расчётная многолетняя норма осадков — 309 мм. Наименьшее количество осадков выпадает в феврале (норма осадков — 15 мм). Наибольшее количество — в июне (43 мм).

## Население
| 2002 | 2010 | 2011 | 2012 | 2013 | 2014 | 2015 |
| ---- | ---- | ---- | ---- | ---- | ---- | ---- |
| 870  | ↘710 | ↘708 | ↘694 | ↘673 | ↘661 | ↗663 |
| 2016 | 2017 | 2018 | 2019 | 2020 | 2021 |      |
| ↘634 | ↗643 | ↘632 | ↘603 | ↘576 | ↘549 |      |

Национальный состав
Согласно результатам переписи 2002 года большинство населения посёлка составляли калмыки (74 %)

## Социальная сфера
В посёлке действуют средняя школа, офис общей врачебной практики, почта. В посёлке в приспособленном помещении действуют хурул.

## Достопримечательности
- Ступа Просветления. Открыта в 2009 году. Находится в балке Дарма сала в районе разрушенного хурула Таши Лхунпо.